# Tipula italica
Tipula italica är en tvåvingeart. Tipula italica ingår i släktet Tipula och familjen storharkrankar.

## Underarter
Arten delas in i följande underarter:
- T. i. errans
- T. i. italica